# Zewordamai
Koordinaten: 8° 20′ N, 9° 57′ W
Zewordamai ist ein Dorf in Liberia, es liegt ganz im Norden des Lofa County, etwa 15 Kilometer von der Grenze zu Guinea entfernt.
Der Ort befindet sich auf dem Weg zur Kleinstadt, inzwischen gibt es bereits vier Ortsteile, die jeweils Ortsbürgermeister wählen und Delegierte zur gemeinsamen Ratsversammlung entsenden – diese Ortschaften sind Kolliemai, Sayanwalamai, Kpodomai und Kessellemai.

## Bevölkerung
Die Bevölkerung gehört zu 96 Prozent dem Volk der Loma an, nach dem Bürgerkrieg gelangten weitere Ethnien zur Dorfbevölkerung hinzu, inzwischen leben hier 9 unterschiedliche Bevölkerungsgruppen.
Das Dorf Zewordamai wurde 2008 durch eine ethnologische Forschungsgruppe im Auftrag der IUCN besucht. Die Forscher dokumentierten nach einem vorgegebenen Schema alle verfügbaren Informationen zur Bevölkerung, Geschichte, Topographie, landwirtschaftliche Anbaumethoden, Erwerbsmöglichkeiten sowie die Eigentumsverhältnisse im Dorf.
Der Ort Zewordamai hatte 2008, zum Zeitpunkt der Untersuchung, 129 Wohnhäuser und 981 Einwohner. Nach Auskunft der Dorfältesten leben noch Teile der Dorfbevölkerung in Flüchtlingslagern oder nutzten die Vertreibung, um sich andernorts neu anzusiedeln. Verlässliche Daten über die Vorkriegsbevölkerung, Tote und Vermisste bei den Kämpfen waren nicht zu ermitteln.
Vor Ort war auch ein Aufbauteam des Internationalen Roten Kreuzes, um die zerstörte Infrastruktur zu reparieren, das Dorf gilt als ein gelungenes Beispiel des Entwicklungshilfe-Programms Food for work.

## Lebensgrundlage
Der Lebensunterhalt der Bevölkerung ist bäuerlich strukturiert, die wichtigsten Anbaufrüchte sind Reis, Kakao, Kaffee, Zuckerrohr und verschiedene Früchte und Nüsse. Die Teilnahme am Lofa County Agricultural Development Program (LCADP) ermöglicht sogar gelegentliche Lieferungen zu den Märkten der Hauptstadt Monrovia. Viele Häuser belegen diesen Fortschritt und zunehmenden materiellen Wohlstand durch den Übergang zu Wellblech und anderen modernen Baumaterialien.

## Gründungsmythos
Die Bewohner von Zawordamai berichteten über ihre Vorfahren, das der Ort von Flüchtlingen aus dem Mali-Reich gegründet wurde.

## Infrastruktur
Zur neu errichteten Infrastruktur des Ortes gehört die Zawordamai Elementary School, diese wurde bei einem Regierungsprogramm zur Alphabetisierung der Landbevölkerung in den 1950er Jahren errichtet und wurde 1976 zur Grundschule aufgewertet. Vor dem ersten Bürgerkrieg bestand sogar eine Junior High School. Gegenwärtig (2008) besuchten 153 Mädchen und 211 Jungen diese wieder errichtete Schule.
Das Gesundheitszentrum des Ortes wurde mit Unterstützung der katholischen Diözese Gbarnga neu errichtet und trägt den Namen Clinic.
Im Ort gibt es drei Religionsgemeinschaften: die freichristliche Assembly of God, eine Aladura-Gemeinde und die Baptisten.

## Quelle
- Understanding diversity: a study of livelihoods and forest landscapes in Liberia (PDF, 1 MB, englisch)